# WPS Office

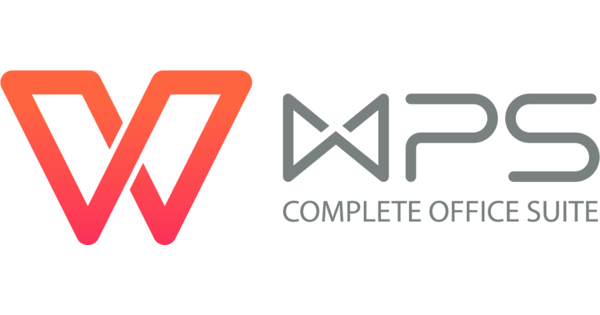
Logotip.

El projecte ofimàtic va començar a la Xina l'any 1988, patint una caiguda d'usuaris amb l'arribada del sistema operatiu Windows 95 (que incloïa el paquet ofimàtic Microsoft Office 95). No va ser fins a l'any 2003 que WPS Office (aleshores conegut com a Kingsoft Office) va ser institucionalitzat pel govern xinès. Aquesta decisió va estar presa com a estratègia per reduir el nombre de serveis pirates a les diferents rames del govern. El producte es va anar modificant i l'any 2005 es va democratitzar. Actualment, ofereix un format gratuït i un de pagament. Des del juny de 2015 la interfície està disponible íntegrament en espanyol. 